# Merveilles
Merveilles – czwarty album nagrany przez Malice Mizer. Jest to jedyny album zespołu wydany przez Columbia Music Entertainment. Wydany 18 marca 1998. Teksty wszystkich piosenek napisał Gackt. Autorem muzyki do piosenek 1, 3, 6 i 7 jest Mana. Yu~ki jest autorem piosenki 2. Közi jest autorem muzyki do piosenek 4,8 i 11. Autorem muzyki do piosenek 9 i 10 jest Gackt. Közi i Gackt napisali muzykę do piosenki 5.  Album jest najwyżej notowaną płytą zespołu. W pierwszym tygodniu po wydaniu znalazł się na drugim miejscu listy Oricon charts a na innej liście utrzymywał się przez 16 tygodni.

## Lista utworów
1. De Merveilles - 1:07
2. Syunikiss ~Nidome no Aitou~ (Syunikiss 〜二度目の哀悼〜) – 4:14
3. Bel Air ~Kuuhaku no Shunkan no Naka De~ (ヴェル・エール ～空白の瞬間の中で～) – 5:34
4. Illuminati - 5:12
5. Brise - 5:03
6. Aegean ~Sugisarishi Kaze to Tomoni~ (エーゲ〜過ぎ去りし風と共に〜) – 4:58
7. Au Revoir - 4:54
8. Ju te Veux - 4:37
9. S-Conscious - 3:20
10. Le Ciel - 5:00
11. Gekka no Yasoukyoku (月下の夜想曲) – 3:45
12. Bois de Merveilles - 1:55

## Skład
- Gackt – wokal, fortepian
- Mana – gitara, syntezator
- Közi – gitara, syntezator
- Yu~ki – gitara basowa
- Kami – perkusja